# Bund Deutscher Forstleute
Der Bund Deutscher Forstleute im DBB Beamtenbund und Tarifunion (BDF) ist eine forstpolitische und berufsständische Vertretung der Forstleute, Tarifbeschäftigten und Freiberufler aller Waldbesitzarten in Deutschland. Er ist im Deutschen Beamtenbund organisiert und Gewerkschaft der Beamten und der Arbeitnehmer im Staats- und Privatwald.

## Geschichte
Entstanden ist der Bund 1948, als in Uelzen einige Dutzend niedersächsische Forstleute die „Vereinigung deutscher Forstmänner“ gründeten. Am 29. September 1950 wurde in Zell am Harmersbach (Baden) daraus der bundesweit agierende „Bund Deutscher Forstmänner“, der 1988 in „Bund Deutscher Forstleute“ umbenannt wurde.
Das Mitteilungsorgan des Berufsverbands ist die Zeitschrift BDF aktuell (ISSN 0945-6538), die Geschäftsstelle ist in Berlin. Seit 2012 verleiht der Bund jährlich die Auszeichnung Waldgebiet des Jahres.